# Agorakritos

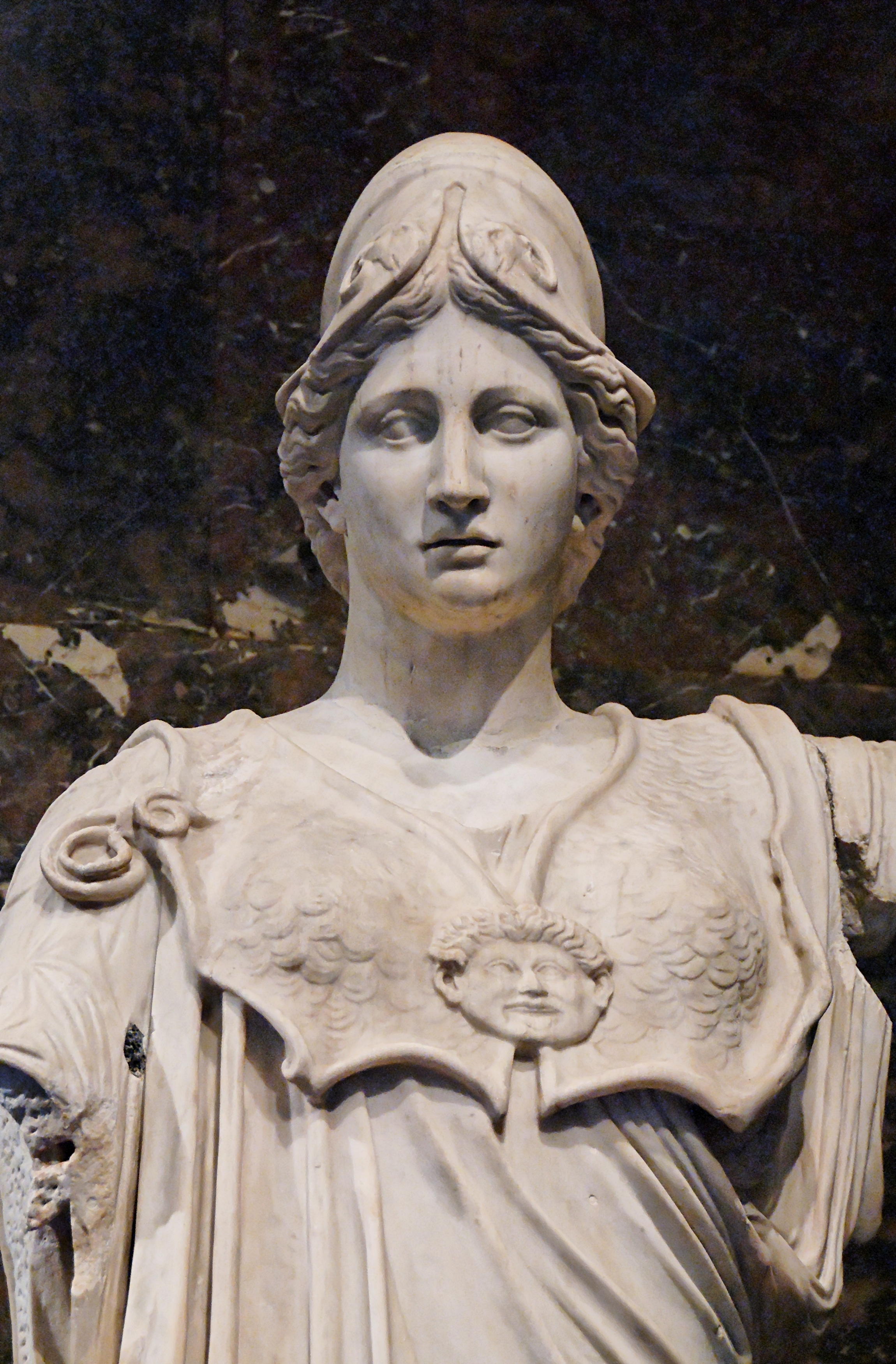
Römische Nachbildung einer griechischen Athene-Statue aus dem 1./2. Jh., vermutlich der Athene des Agorakritos

Agorakritos war ein griechischer Bildhauer von Paros, Lieblingsschüler des Phidias, mit dem er mehrere Werke gemeinsam gearbeitet haben soll, so das zehn Ellen hohe Bild der Nemesis in Rhamnous u. a. Ihm allein wurden zugeschrieben die Erzbilder des Zeus und der Athene in Koroneia und sicher zu Recht nennt Plinius ihn als Schöpfer des Kultbildes im Metroon auf der Agora von Athen.